# Romeyn de Hooghe

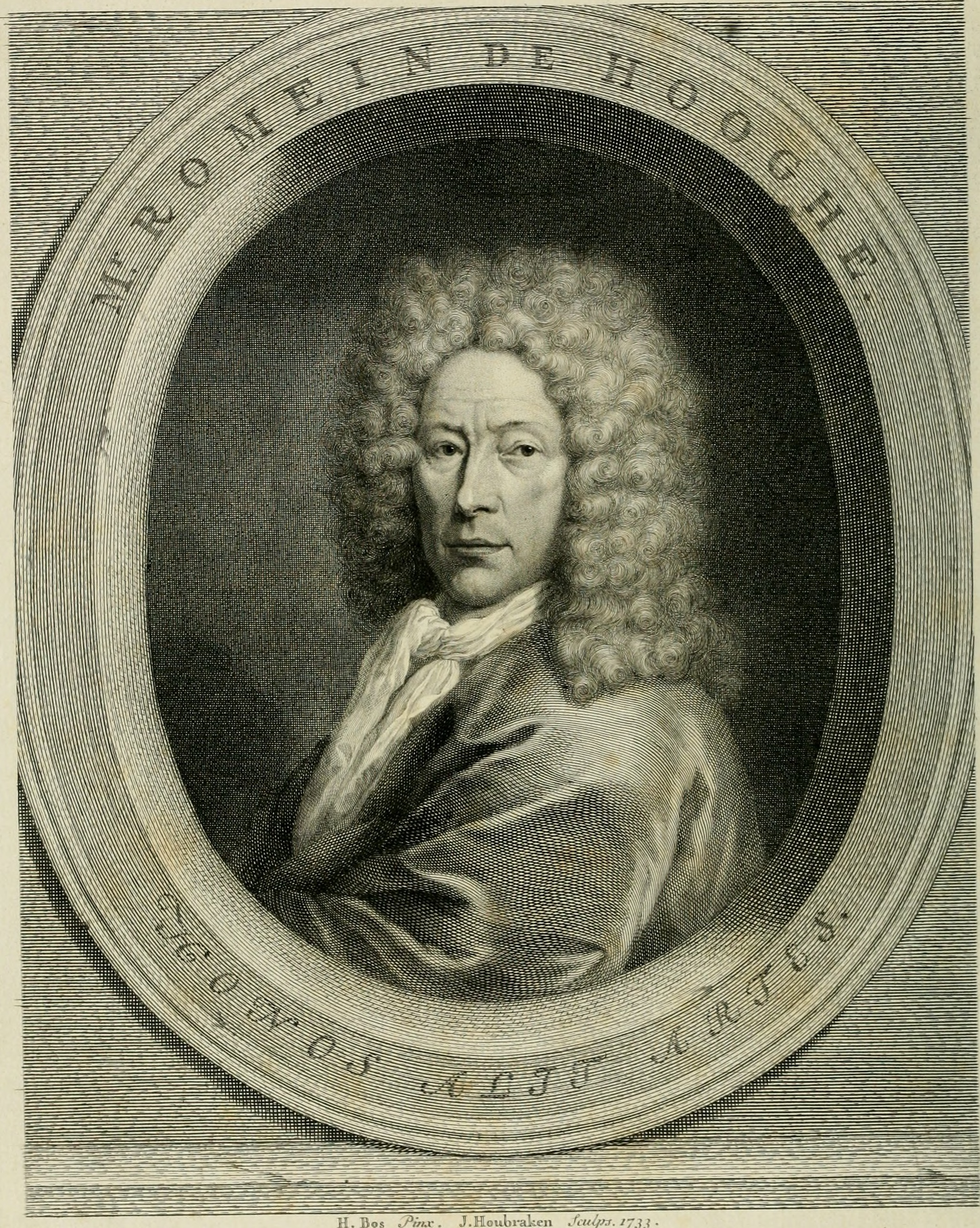
Romeyn de Hooghe según un grabado fechado en 1733 de Jacobus Houbraken por pintura de Henricus Bos aparecido en la edición de 1735 de los Hieroglyphica.

Romeyn de Hooghe (Ámsterdam, 1645-Haarlem, 1708) fue un prolífico grabador calcógrafo y editor holandés que cultivó también el grabado de medallas y la pintura. Aunque en sus grabados abordó temas diversos con variados registros es principalmente conocido como el más importante grabador en su época de asuntos políticos y acontecimientos históricos, incluyendo caricaturas y sátiras dirigidas contra los monarcas absolutos y, en primer lugar, contra Luis XIV.

## Biografía

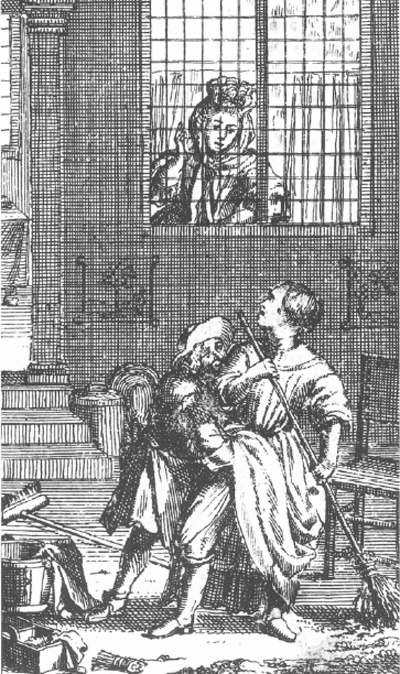
Romeyn de Hooghe abusando de su criada en presencia de su esposa. Grabado anónimo aparecido en un panfleto editado en Ámsterdam por Adriaan Jansz van Wezel en 1690, titulado Algemeene opvoedinge der hedendaagse kinderen, of mal moertje, mal kintje. [...] Waar in is tusschen gevoegt, een kort verhaal van de zake van ROMEYN de HOOGE (La educación general de los niños de hoy en día (...) Donde en el medio hay una historia corta del caso de Romeyn de Hooghe).

Bautizado en la Zuiderkerk de Ámsterdam el 10 de septiembre de 1645, durante su juventud estudió latín con Franciscus van den Enden. En 1662 se le documenta registrado en el gremio de San Lucas de La Haya. Posiblemente un año después estaba de vuelta en Ámsterdam donde –tras una breve estancia en París en 1668– contrajo matrimonio con Maria Lansman uit Edam el 1 de mayo de 1673. El matrimonio tuvo una hija, bautizada con el nombre de María el 14 de marzo de 1674. El mismo año comenzó a trabajar por una importante suma de dinero para Juan III Sobieski, que lo ennoblecerá por sus grabados dedicados a las victorias polacas sobre los turcos. En 1682 marchó a La Haya, donde en 1683 ingresó en la Confrerie Pictura y en 1691 se encargó de diseñar los decorados efímeros para la entrada en la ciudad de Guillermo III de Orange. A comienzos de 1687 abandonó su ciudad natal y se estableció en Haarlem donde residió hasta su muerte, siendo enterrado el 15 de junio de 1708. Firme partidario de Guillermo III de Orange y defensor de sus aspiraciones a la corona de Inglaterra, por lo que en 1689 se le recompensó con el nombramiento de comisario de minas en el condado de Lingen, y constante enemigo de Luis XIV y la política francesa en los Países Bajos, tuvo problemas con las autoridades de Ámsterdam que lo acusaron de obscenidad y de llevar una vida licenciosa, circulando algunos panfletos contra él por esta causa.
En 1689 y 1690 se involucró en una guerra de panfletos en la que tuvo como rival al abogado Nicolaas Muys, autor de una propuesta para «contrarrestar el mercado de valores», en la que se oponía a la especulación con las acciones y objetaba algunas prácticas de la Compañía Holandesa de las Indias Orientales, protegida por Guillermo de Orange. Muys contaba con el apoyo de las autoridades de Ámsterdam, temerosas del creciente poder de Guillermo III como rey de Inglaterra y estatúder de la República, colocado al frente de un ejército anglo-holandés en la coalición antifrancesa. Por otra parte, ya en 1677 Hooghe había sido acusado de ilustrar un libro pornográfico, la Puttana errante, entonces atribuido a Pietro Aretino, lo que debilitaba su posición política en Ámsterdam y podía estar en el origen de su traslado a Haarlem. Los ataques de Hooghe contra los regentes de Ámsterdam a los que acusaba de estar en connivencia con Luis XIV por mediación de los católicos residentes en la ciudad, entre ellos Muys, fueron respondidos con una serie de panfletos que tachaban a Hooghe de «pícaro olvidado de Dios» e incestuoso, a la vez que lo acusaban de incitar a su esposa a mantener relaciones sexuales con judíos portugueses, de los que siempre se mostró cercano, intercambiándose los dos bandos las acusaciones de ateísmo y corrupción. Las diatribas cruzadas terminaron poco después sin consecuencias, aunque se abrió investigación judicial en Haarlem a instancias de los regentes de Ámsterdam, pero todavía en 1729 Jacob Campo Weyerman, pintor y continuador de las biografías de artistas de Arnold Houbraken, sin dejar de reconocer su maestría lo tachaba de virrey del Infierno y lascivo Sardanápalo por aquellos supuestos grabados de la obra de Aretino, de los que, de haber existido, ningún ejemplar se ha conservado.

## Obra

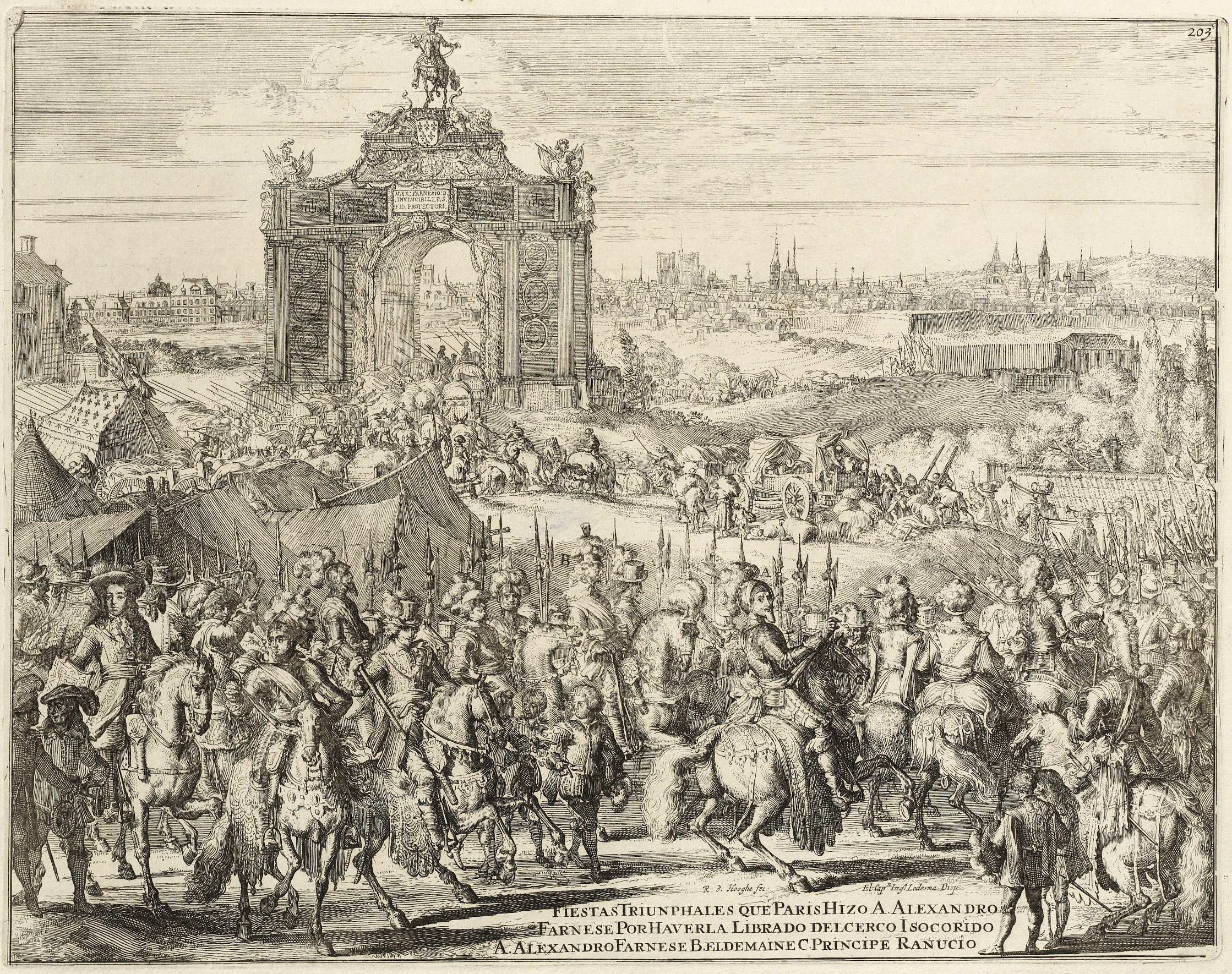
Fiestas triunfales que París hizo a Alejandro Farnese por haberla librado del cerco y socorrerla, aguafuerte firmado por Romeyn de Hooghe según disposición del capitán ingeniero Ledesma para la tercera de las Décadas de las Guerras de Flandes de Famien Strada y Guglielmo Dondini, Colonia, 1681.

Una alegoría de la acuñación de moneda conservada en el Rijksmuseum de Ámsterdam, que también guarda algunos de sus dibujos, es prácticamente lo único que se conoce de su pintura. Por el contrario, los grabados en cobre superan ampliamente los tres mil y abordan una gran variedad de temas, desde los retratos y motivos históricos y topográficos, incluyendo una amplia serie de batallas de la rebelión de los Países Bajos y las guerras de Flandes y Holanda a la más reciente guerra de Sucesión española, alegorías, vistas urbanas y mapas como los reunidos en el Atlas maritime o Cartes Marines a l'Usage des Armées du Roy de la Grande Bretagne, que firmaba como comisario de su majestad (Ámsterdam, 1693; Biblioteca Nacional de España, signatura GMG/10) e ilustraciones de libros, entre ellos las obras de Hugo Grocio y los cuentos de La Fontaine, el Lacio o Latium id est, Nova et paralela Latii tum veteris tum novi descriptio de Athanasius Kircher, (Ámsterdam, 1672) para el que proporcionó al menos el grabado de portada, un tratado didáctico de lucha libre de Nicolaus Petter titulado L'academie de l'admirable art de la lutte (1674 y 1712), el Decamerón de Boccaccio o Contes et nouvelles de Bocace Florentin. Traduction libre en dos tomos, adaptada al gusto moderno y enriquecida con imágenes en talla dulce de Hooghe (Ámsterdam, 1697), y los Hieroglyphica of Merkbeelden der oude volkeren, libro de emblemas y motivos tomados de la mitología clásica que no salió impreso hasta 1735. En 1701 inició la publicación de una colección de panfletos con el título Aesopus in Europa, que podría considerarse como precursora de las revistas satíricas, llevando en la hoja de título una alegoría firmada por Hooghe como inventor donde un tigre, en representación de Francia, tomaba entre sus garras el escudo de España sobre la tumba de Carlos II, en presencia de un unicornio (Inglaterra), un león (Holanda) y un gato (los Países Bajos meridionales).
De muy alto valor gráfico y testimonial son las bellas estampas que ilustran las tres Décadas de las Guerras de Flandes de los jesuitas Famien Strada y Guglielmo Dondini (Colonia, 1681), obra destinada a exaltar el gobierno de Alejandro Farnesio en los Países Bajos y sus victoriosas campañas militares en Lepanto, Flandes y Francia, contando con la colaboración del capitán ingeniero Juan de Ledesma en los dibujos. El mismo tono entre heroico y descriptivo, con la atención puesta en los detalles ambientales y de lugar, se encuentra en los grabados de la Relation du voyage de sa Majesté britannique en Hollande (La Haya, 1692). Distintos de ellos en intención, sin menguar su calidad, son los grabados que ilustran la obra de Abraham de Wicquefort, Advis fidelle aux veritables Hollandois, 1673. Con el precedente de Las miserias de la guerra de Jacques Callot, Hooghe compuso aquí un relato cuya intención no era ya construir un alegato genérico contra la guerra, colocando ante los ojos del espectador las desgracias que ocasionan, cuanto poner de manifiesto de forma cruda y directa las atrocidades cometidas por las tropas francesas del mariscal de Luxemburgo en Bodegraven y Zwammerdam, en su retirada de La Haya por el deshielo en diciembre de 1672, en el curso de las primeras fases de la guerra de Holanda.

### Carlos II y la casa de Austria

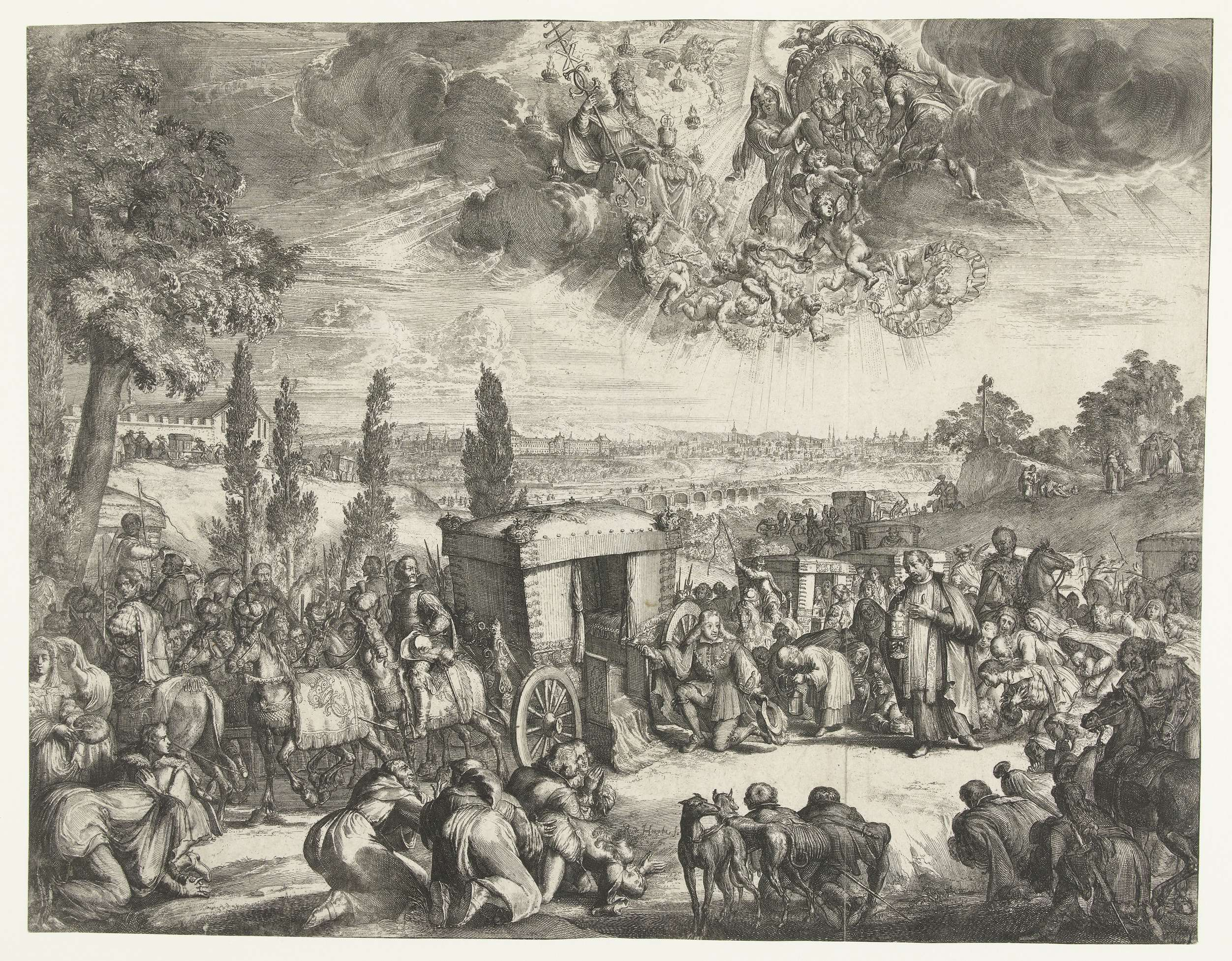
Carlos II cede su carroza al viático, aguafuerte, Biblioteca Nacional de España.

La decadencia del imperio hispánico y las limitaciones físicas y mentales del último monarca de la casa de Austria trataron de ser compensadas por los servidores del rey y los artistas áulicos proyectando una imagen grandilocuente del reinado, un programa de exaltación de la figura de Carlos II en el que también participó Hooghe con alguna estampa a todas luces exagerada, como aquella que le mostraba vestido al modo de un emperador romano, victorioso por mar y tierra y gobernando el orbe asistido por las virtudes. La sustitución de España por Francia en la hegemonía europea y los cambios de alianzas propiciados por la agresiva política de Luis XIV en los Países Bajos (guerras de Devolución, de Holanda y de los Nueve Años) lo harán posible. Muy significativa es la estampa Carlos II cede su carroza a un viático. Según lo narrado en algunos opúsculos y composiciones poéticas de la época, Carlos II en medio de una cacería en las proximidades de Madrid cedió su carroza a un sacerdote que llevaba el viático a un campesino moribundo. Al conmemorar el hecho, por ejemplo en los versos de Bances Candamo o en las pinturas al fresco de Lucas Valdés en la iglesia del Hospital de los Venerables de Sevilla, se trataba de ensalzar la piedad del monarca y la reverencia debida al sacramento de la eucaristía, pero había además una clara intención dinástica pues enlazaba a Carlos II con el conde Rodolfo I, fundador de la casa de Habsburgo, quien en una ocasión semejante había cedido su montura al sacerdote portador del viático, suceso conmemorado, por ejemplo, en un óleo de Rubens y Jan Wildens conservado en el Museo del Prado. La leyenda se completaba, dotándola de toda su significación política, al atribuir al sacerdote, agradecido con Rodolfo, la profecía de la grandeza de la casa de Austria.

### La sinagoga portuguesa de Ámsterdam

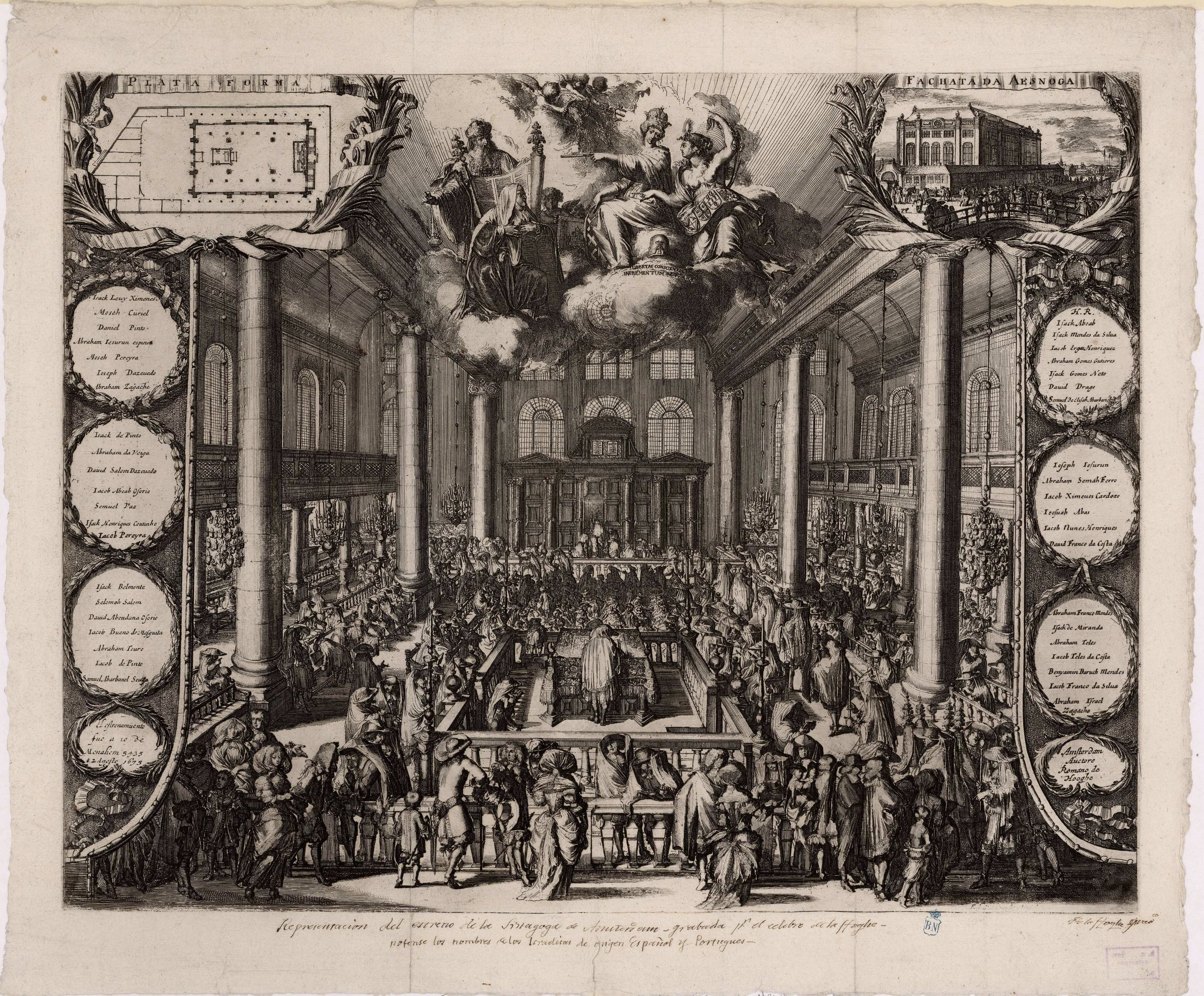
Inauguración de la sinagoga portuguesa de Ámsterdam. En los laterales, enmarcados en orlas, los nombres de los impulsores de la sinagoga, con apellidos españoles y portugueses. En las orlas inferiores, a la izquierda, inscripción: «El estrenamiento fue a 10 de Menahem 5435 o 2 Agosto 1675»; a la derecha: «Amsterdam Auctore Romano de Hooghe». Biblioteca Nacional de España.

Hooghe, como Rembrandt, demostró un genuino afecto por la población judía, sus costumbres y prácticas rituales, que hasta entonces apenas habían despertado la atención de los artistas si no era para hacer de ellos objeto de calumnias y sátiras. Demostraciones de ese interés pueden verse en un dibujo de la ceremonia de circuncisión en un entorno festivo familiar, conservado en el Rijksmuseum, y en los varios grabados que hizo de la sinagoga portuguesa de Ámsterdam, tanto de vistas exteriores como interiores. Una de ellas, la magnífica estampa que dedicó a la ceremonia de su inauguración el 2 de agosto de 1675, con los nombres de sus impulsores, apellidos portugueses y españoles todos ellos, es con toda probabilidad la «Estampa de la Synagoga de Ámsterdam» recogida sin otra explicación en el Novissimus librorum prohibitorum, et expurgandorum index de 1707 entre las obras escritas en castellano que se prohíben.
Con algunos distinguidos judíos pudo tener un trato directo. Es el caso de Manuel de Belmonte, alias Isaac Nunes, conde palatino y agente del rey de España en Ámsterdam, a quien dedicó el retrato áulico de Juan José de Austria. Su casa, como la del también judío sefardí David de Pinto, están entre las vistas y edificios de Ámsterdam que grabó a lo largo de su carrera y sus nombres aparecen entre los promotores de la sinagoga.

## Los usos de los grabados políticos y las prácticas mercantiles
Para atender la creciente demanda de estampas políticas de actualidad Romeyn de Hooghe no dudó en reutilizar las planchas ya grabadas para acomodarlas a las circunstancias y los cambios políticos conforme se producían. Un caso particularmente llamativo del uso múltiple de una plancha es el del retrato del duque de Béjar a caballo sobre el fondo de una ciudad sitiada, grabado hacia 1682 a partir de un dibujo del capitán ingeniero Juan de Ledesma. Tras la muerte del duque durante el sitio de Buda en julio de 1686, se transformó en retrato del futuro emperador José I tras ser coronado como rey de Hungría. En 1689, con nuevos retoques en el rostro y cambios en las inscripciones y los elementos heráldicos sirvió como retrato de Guillermo III de Orange y todavía en 1706 la plancha sería utilizada para servir de retrato del archiduque Carlos de Austria con el título de Carlos III de España. Atento a la actualidad, sobre la ciudad asediada al fondo figuraba en esta ocasión el nombre de Alcántara y los tercios atacantes se convertían mediante sendas inscripciones en los ejércitos del marqués de Minas y el duque de Galway que tomaron la ciudad extremeña en abril de ese año. Del mismo modo, el retrato alegórico del rey Carlos II de España con coraza romana se transformó tras su muerte en retrato del archiduque Carlos como pretendiente a la sucesión de la corona española. Otra plancha reaprovechada, en relación con esta misma cuestión sucesoria, era la dedicada al último testamento de Carlos II, presentado como una falsificación del cardenal Portocarrero, por la que se caracterizaba la entrega de España a Felipe V como el matrimonio forzado de la virginal doncella que aquí representaba a España con el Quijote francés, caracterizado como arlequín, adaptando una estampa anterior, titulada «La belle Constance dragonée par Arlequin deodat», donde el motivo de la sátira eran las relaciones de Luis XIV y Jacobo II de Inglaterra con el objetivo común de la persecución contra los protestantes en sus respectivos Estados.
Hooghe tuvo además un elevado número de discípulos y colaboradores, entre los que destacarían Jacobus Harrewijn y Adriaan Schoonebeeck y, todavía después de muerto, quienes continuaron con su taller siguieron reutilizando sus planchas y aprovechando los grabados de antiguas batallas para ilustrar, por ejemplo, los nuevos escenarios de la guerra de Sucesión española.